# Sinfonía n.º 65 (Haydn)

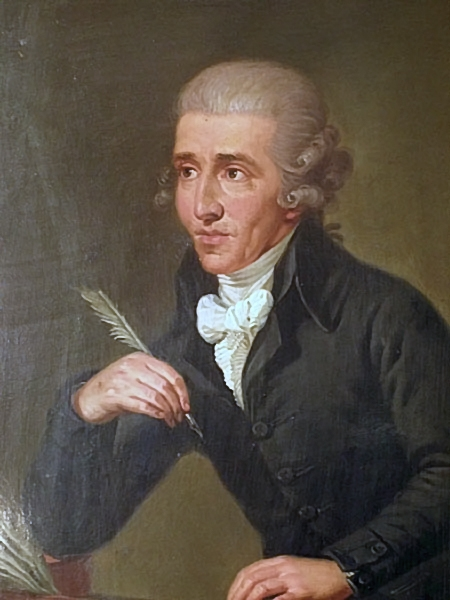
Haydn hacia 1770.

La Sinfonía n.º 65 en la mayor, Hob. I:65 fue compuesta por Joseph Haydn en algún momento entre 1769 y 1773.

## Historia
La producción sinfónica del maestro austríaco puede dividirse a grandes rasgos en tres bloques temporales: el primer bloque (1757-1761) se corresponde con su periodo al servicio del conde Carl von Morzin (n.º 1 - n.º 5); el segundo bloque en la corte Esterházy (1761-1790 pero con la última sinfonía para el público de Esterházy en 1781); y el tercer bloque (1782-1795) comprende las Sinfonías de París (n.º 82 - n.º 87) y las Sinfonías de Londres (n.º 93 - n.º 104). El 1 de mayo de 1761 el compositor firmó su contrato como vice-kapellmeister (más tarde kapellmeister) de la familia Esterházy, que nominalmente duró 48 años, hasta su muerte.
La composición de esta pieza se desarrolló en algún momento entre 1769 y 1773. Se cree que esta sinfonía, cuya numeración está muy fuera de secuencia, fue compuesta como música incidental para una obra de teatro presentada en Esterháza, el palacio de verano del patrón de Haydn. No obstante, se trata más que nada de conjeturas que han surgido a raíz de algunos aspectos extraños y teatrales de la obra.
La primera edición fue llevada a cabo por la editorial Imbault & Sieber en 1784 en París.

## Instrumentación
La partitura está escrita para una orquesta formada por:
- Viento madera: 2 oboes y 1 fagot.
- Viento metal: 2 trompas.
- Cuerda: una sección de cuerdas con 2 violines, viola, violonchelo y contrabajo.

En aquella época se solía emplear un fagot para amplificar la voz del bajo, incluso sin una notación separada. En cuanto a la participación del clavecín como bajo continuo en las sinfonías de Haydn existen diversas opiniones entre los estudiosos: James Webster se sitúa en contra; Hartmut Haenchen a favor; Jamie James en su artículo para The New York Times presenta diferentes posiciones por parte de Roy Goodman, Christopher Hogwood, H. C. Robbins Landon y James Webster. A partir de 2019 la mayor parte de las orquestas con instrumentos modernos no utiliza el clavecín como continuo. No obstante, existen grabaciones con clavecín en el bajo continuo realizadas por: Trevor Pinnock (Sturm und Drang Symphonies, Archiv, 1989-1990); Nikolaus Harnoncourt (n.º 6–8, Das Alte Werk, 1990); Sigiswald Kuijken (incluidas las Sinfonías de París y Londres; Virgin, 1988-1995); Roy Goodman (Ej. n.º 1-25, 70-78, 82-87; Hyperion, 2002).

## Estructura y análisis
La sinfonía consta de cuatro movimientos:
- I. Vivace e con spirito, en la mayor 4
4
- II. Andante, en re mayor 3
8
- III. Menuet, en la mayor – Trio, en la menor 3
4
- IV. Finale. Presto, en la mayor 12
8

La interpretación de esta obra dura aproximadamente entre 20 y 25 minutos.

### I.Vivace e con spirito
El primer movimiento, Vivace e con spirito, está escrito en la tonalidad de la mayor, en compás de 4/4 y sigue la forma sonata. Es una buena muestra de un movimiento de apertura de Haydn, que incluye algunos elementos de música gitana. Se abre con tres acordes declamatorios en intervalos de cuarta ascendente y de segunda menor descendente seguidos por una respuesta lírica que constituye el primer tema. De manera interesante, esta sección no aparece en la recapitulación que ha llevado a algunos eruditos a cuestionarse si este movimiento está en forma sonata dado que la estructura sería más cercana a una obertura italiana.

### II.Andante
El segundo movimiento, Andante, está en re mayor y en compás de 3/8. El movimiento lento, con notas repetidas y fanfarrias muy extrañas, es bastante difícil de explicar sin la suposición de que debió de acompañar alguna acción escénica actualmente desconocida. Los eruditos han teorizado que este excéntrico movimiento pudo haber sido concebido como música incidental para una obra teatral, quizás para el Hamlet de Shakespeare como sugiere Elaine Sisman.

### III.Menuet– Trio
El tercer movimiento, Menuet – Trio, está en la mayor que en el trío pasa a la menor y en compás de 3/4. El minueto no es danzable, es bastante complejo rítmicamente. Haydn cambia frecuentemente entre el compás de 3/4 y 4/4. El trío en modo menor también presenta complejidad métrica en forma de hemiolas. La sección del trío también contiene rasgos gitanos, en especial en las notas de gracia de la melodía principal. La atmósfera del movimiento es un poco desconcertante.

### IV.Finale.Presto
El cuarto y último movimiento, Finale. Presto, retoma la tonalidad inicial y el compás es 12/8. Se trata de un típico movimiento de caza de Haydn con ritmos alegres y galopantes, aunque no tan emocionante como el Finale de caza de la Sinfonía n.º 73. La caza era un acontecimiento social de vital importancia entre los aristócratas del siglo XVIII, que sin duda disfrutaban escuchándola después de la cena en un día de caza en el que habían acudido al teatro de su anfitrión para disfrutar de un espectáculo musical.